# Her-Day
『Her-Day』（ハーデイ）は、奥井雅美の5thアルバム。1999年8月27日にスターチャイルドから発売された。

## 背景
- キャッチコピーは『微妙にも大胆にも変身した曲達…』。オリジナルアルバムとしては、最多となる16曲も収録されており、最後の曲となる「マリア」を除いて、プロデューサーである矢吹俊郎が手掛けている。
- タイトルの由来は「派手」を掛けたもので、初PV集『A-Day』のリリースもあったことから、2つを繋げて「派手でえーで」といった関西弁風なイントネーションとなった。

## 制作
- 矢吹が全て一人でサウンドも手掛け楽曲制作のコストも大きく削減されたが、奥井は楽器の生演奏とミュージシャンと顔を合わせて楽曲を制作したかったため、今作から奥井と矢吹の間で音楽制作に関する考え方に溝が生じるようになった。

## 音楽性
- 9曲目の「ラストシーン (M.original mix)」は、1999年に公開されたアニメーション映画『アキハバラ電脳組 2011年の夏休み』のサウンドトラック『CYBER TEAM THE MOVIE 〜2011年の夏休み〜劇場版「アキハバラ電脳組」オリジナル・サウンドトラック』[1]に収録されている楽曲のリメイク。
- 12曲目の「HOT SPICE (M.original mix)」も、アニメーション映画『アキハバラ電脳組 2011年の夏休み』のサウンドトラック『CYBER TEAM THE MOVIE 〜2011年の夏休み〜劇場版「アキハバラ電脳組」オリジナル・サウンドトラック』[1]に収録されている楽曲のリメイクで、かかずゆみがカバーした「HOT SPICE (はとぴょんヴァージョン)」も収録されている。

## コンサートツアー
本作を引っ提げたコンサートツアー『Masami Okui Concert '99 Her-Day』が1999年9月から10月まで行われた。日程は、以下の通り。
| 日程           | 都道府県 | 会場                           |
| -------------- | -------- | ------------------------------ |
| 1999年9月5日   | 大阪府   | 大阪城野外音楽堂               |
| 1999年9月12日  | 東京都   | 日比谷野外音楽堂               |
| 1999年9月15日  | 愛知県   | 名古屋クラブダイアモンドホール |
| 1999年10月30日 | 群馬県   | 玉村町文化センター             |

## 収録曲
| 全作詞: 奥井雅美（#1は除く）。 |                                  |                       |                    |                    |      |
| #                              | タイトル                         | 作詞                  | 作曲               | 編曲               | 時間 |
| 1.                             | 「M2000 〜PROLOGUE〜」           | 奥井雅美 （#1は除く） | 奥井雅美・矢吹俊郎 | 矢吹俊郎           | 0:50 |
| 2.                             | 「labyrinth」(star version)      | 奥井雅美 （#1は除く） | 矢吹俊郎           | 矢吹俊郎           | 4:23 |
| 3.                             | 「KETSUMATSU」                   | 奥井雅美 （#1は除く） | 矢吹俊郎・佐藤秀樹 | 矢吹俊郎・佐藤秀樹 | 4:15 |
| 4.                             | 「なりたい」                     | 奥井雅美 （#1は除く） | 矢吹俊郎           | 矢吹俊郎           | 3:48 |
| 5.                             | 「ルルル」                       | 奥井雅美 （#1は除く） | 奥井雅美           | 矢吹俊郎           | 4:13 |
| 6.                             | 「Key」                          | 奥井雅美 （#1は除く） | 奥井雅美           | 矢吹俊郎           | 3:46 |
| 7.                             | 「摩訶不思議な七不思議」         | 奥井雅美 （#1は除く） | 奥井雅美・矢吹俊郎 | 矢吹俊郎           | 4:28 |
| 8.                             | 「手のひらの破片」               | 奥井雅美 （#1は除く） | 矢吹俊郎           | 矢吹俊郎           | 4:29 |
| 9.                             | 「ラストシーン」(M.original mix) | 奥井雅美 （#1は除く） | 矢吹俊郎           | 矢吹俊郎           | 5:12 |
| 10.                            | 「天使の休息」(type R mix)       | 奥井雅美 （#1は除く） | 矢吹俊郎           | 矢吹俊郎           | 3:50 |
| 11.                            | 「Love Sick」                    | 奥井雅美 （#1は除く） | 奥井雅美           | 矢吹俊郎・佐藤秀樹 | 5:27 |
| 12.                            | 「HOT SPICE」(M.original mix)    | 奥井雅美 （#1は除く） | 矢吹俊郎           | 矢吹俊郎           | 4:41 |
| 13.                            | 「時に愛は」(H-D mix)            | 奥井雅美 （#1は除く） | 矢吹俊郎           | 矢吹俊郎           | 4:11 |
| 14.                            | 「IN THIS ARM」                  | 奥井雅美 （#1は除く） | 奥井雅美           | 矢吹俊郎           | 4:28 |
| 15.                            | 「Never die」                    | 奥井雅美 （#1は除く） | 矢吹俊郎           | 矢吹俊郎           | 4:17 |
| 16.                            | 「マリア」                       | 奥井雅美 （#1は除く） | 奥井雅美           | 大平勉             | 5:53 |
| 合計時間:                      | 合計時間:                        | 合計時間:             | 合計時間:          | 68:11              |      |

## 参加ミュージシャン
| M2000 〜PROLOGUE〜 - All instruments : 矢吹俊郎 - Voice : 奥井雅美 labyrinth (star version) - Synth-programming, keyboards and guitars : 矢吹俊郎 - Bass : 佐藤秀樹 - Chorus : 奥井雅美 KETSUMATSU - All instruments : 矢吹俊郎, 佐藤秀樹 - Solo guitars : 若林剛太 - Chorus : 奥井雅美, Koh-chan, 副田研二 なりたい - Synth-programming, keyboards and guitars : 矢吹俊郎 - Bass : 佐藤秀樹 - Solo guitars : 若林剛太 - Chorus : 奥井雅美 ルルル - All instruments : 矢吹俊郎 - Ac.guitars : 遠藤太郎 - Chorus : 奥井雅美 Key - All instruments : 矢吹俊郎 - Solo sax : 藤陵雅裕 - Chorus : 奥井雅美, 副田研二, Keiko Kajimoto 摩訶不思議な七不思議 - All instruments : 矢吹俊郎, 佐藤秀樹 - Solo guitars : 若林剛太 - Chorus : 奥井雅美, 副田研二 手のひらの破片 - All instruments : 矢吹俊郎 - Chorus : 奥井雅美 | ラストシーン (M.original mix) - All instruments : 矢吹俊郎 - Chorus : 奥井雅美 天使の休息 (type R mix) - Synth-programming, keyboards and guitars : 矢吹俊郎 - Ac.guitars : 遠藤太郎 - Chorus : 奥井雅美 Love Sick - All instruments : 矢吹俊郎 - Chorus : 奥井雅美 HOT SPICE (M.original mix) - Synth-programming, keyboards and guitars : 矢吹俊郎 - Bass : 住吉中 - Chorus : 奥井雅美 時に愛は (H-D mix) - All instruments : 矢吹俊郎 - Solo sax : 藤陵雅裕 - Chorus : 奥井雅美 IN THIS ARM - All instruments : 矢吹俊郎 - Chorus : 奥井雅美 Never die - Synth-programming, keyboards and guitars : 矢吹俊郎 - Drums : 江口信夫 - Bass : 住吉中 - Guitars : 中川雅也, 渡辺格 - Sax : 藤陵雅裕 - Chorus : 奥井雅美, 矢吹俊郎 マリア - All instruments : 大平勉 |

## タイアップ
| 曲名        | タイアップ                                                          | 備考                                                                                              |
| ----------- | ------------------------------------------------------------------- | ------------------------------------------------------------------------------------------------- |
| ルルル      | テレビアニメ『それゆけ!宇宙戦艦ヤマモト・ヨーコ』エンディングテーマ | 16thシングルのカップリング。                                                                      |
| Key         | ラジオドラマ『アキハバラ電脳組』主題歌                              | 15thシングル。                                                                                    |
| IN THIS ARM | テレビアニメ『スレイヤーズ』イメージソング                          | コンピレーションアルバム『スレイヤーズ the BEST of SLAYERS〔from TV&RADIO〕』にも収録されている。 |
| Never die   | OVA『スレイヤーズえくせれんと』主題歌                               | 14thシングル。                                                                                    |